# Anne Kyllönen
Anne Maria Kyllönen (Kajaani, 30 november 1987) is een Finse langlaufster. Ze vertegenwoordigde haar vaderland op de Olympische Winterspelen 2014 in Sotsji.

## Carrière
Kyllönen maakte haar wereldbekerdebuut in december 2007 in Kuusamo. In maart 2010 scoorde de Finse in Drammen haar eerste wereldbekerpunten. Op de wereldkampioenschappen langlaufen 2011 in Oslo eindigde ze als 33e op de sprint. In november 2011 behaalde Kyllönen in Kuusamo haar eerste toptienklassering in een wereldbekerwedstrijd. In november 2012 stond de Finse in Canmore voor de eerste maal in haar carrière op het podium van een wereldbekerwedstrijd. In Val di Fiemme nam ze deel aan de wereldkampioenschappen langlaufen 2013. Op dit toernooi eindigde ze als achtste op de 30 kilometer klassieke stijl, als zeventiende op de 15 kilometer skiatlon en als 26e op de sprint. Samen met Kerttu Niskanen, Riitta-Liisa Roponen en Riikka Sarasoja-Lilja eindigde ze als vijfde op de estafette. Tijdens de Olympische Winterspelen van 2014 in Sotsji eindigde Kyllönen als dertiende op de 10 kilometer klassieke stijl, als zestiende op de sprint en als 32e op de 15 kilometer skiatlon. Op de estafette veroverde ze samen met Aino-Kaisa Saarinen, Kerttu Niskanen en Krista Lähteenmäki de zilveren medaille.
Op de wereldkampioenschappen langlaufen 2015 in Falun eindigde ze als twintigste op de sprint en als 21e op de 30 kilometer klassieke stijl. Samen met Riikka Sarasoja-Lilja eindigde ze als tiende op de teamsprint. In Lahti nam Kyllönen deel aan de wereldkampioenschappen langlaufen 2017. Op dit toernooi eindigde ze als twaalfde op de 15 kilometer skiatlon en als 38e op de 10 kilometer klassieke stijl.
Op de wereldkampioenschappen langlaufen 2019 in Seefeld eindigde de Finse als 33e op de sprint, op de teamsprint eindigde ze samen met Krista Pärmäkoski op de zevende plaats. In Oberstdorf nam ze deel aan de wereldkampioenschappen langlaufen 2021. Op dit toernooi eindigde ze als 37e op de sprint en als veertigste op de 10 kilometer vrije stijl.

## Resultaten

### Olympische Winterspelen
| Jaar | Plaats | Resultaten                                                                                   |
| ---- | ------ | -------------------------------------------------------------------------------------------- |
| 2014 | Sotsji | 16e Sprint (vrije stijl) · 13e 10 km klassieke stijl · 32e 15 km skiatlon · 4×5 km estafette |

### Wereldkampioenschappen
| Jaar | Plaats        | Resultaten                                                                                   |
| ---- | ------------- | -------------------------------------------------------------------------------------------- |
| 2011 | Oslo          | 33e Sprint (vrije stijl)                                                                     |
| 2013 | Val di Fiemme | 26e Sprint (klassieke stijl) 17e 15 km skiatlon 8e 30 km klassieke stijl 5e 4×5 km estafette |
| 2015 | Falun         | 20e Sprint (klassieke stijl) 21e 30 km klassieke stijl 10e Teamsprint (klassieke stijl)      |
| 2017 | Lahti         | 38e 10 km klassieke stijl 12e 15 km skiatlon                                                 |
| 2019 | Seefeld       | 33e Sprint (vrije stijl) 7e Teamsprint (klassieke stijl)                                     |
| 2021 | Oberstdorf    | 37e Sprint (klassieke stijl) 40e 10 km vrije stijl                                           |

### Wereldbeker
Eindklasseringen
| Seizoen   | Algm | DI  | SP  | TdS |
| --------- | ---- | --- | --- | --- |
| 2009/2010 | 90e  | -   | 64e | -   |
| 2010/2011 | 44e  | 42e | 25e | DNF |
| 2011/2012 | 21e  | 25e | 9e  | 21e |
| 2012/2013 | 7e   | 5e  | 5e  | 9e  |
| 2013/2014 | 11e  | 13e | 10e | 6e  |
| 2014/2015 | 20e  | 25e | 23e | 14e |
| 2015/2016 | 10e  | 7e  | 20e | 7e  |
| 2016/2017 | 14e  | 16e | 47e | 7e  |
| 2017/2018 | 63e  | 47e | 65e | DNF |
| 2018/2019 | 67e  | 47e | -   | DNF |
| 2019/2020 | 21e  | 19e | 23e | 13e |
| 2020/2021 | 89e  | 67e | 73e | –   |